# Sonny Weems
Clarence „Sonny“ Weems (* 8. Juli 1986 in West Memphis, Arkansas) ist ein US-amerikanischer Basketballspieler, der zuletzt bei den Philadelphia 76ers in der NBA unter Vertrag stand. Weems begann seine Profikarriere in der am höchsten dotierten US-Profiliga NBA, wurde aber während seiner ersten Saison von den Denver Nuggets immer wieder an das Farmteam Colorado 14ers abgestellt. Mit den 14ers gewann er 2009 die Meisterschaft in der NBA Development League, wobei er in den Finalspielen jeweils Topscorer seiner Mannschaft war. Nach zwei Spielzeiten beim kanadischen NBA-Verein Toronto Raptors wechselte Weems ab 2011 nach Europa. In der Spielzeit 2012/13 bis 2014/15 stand Weems beim dominierenden russischen Serienmeister ZSKA aus Moskau unter Vertrag. Im Sommer 2015 kehrte er in die NBA zurück und unterschrieb bei den Phoenix Suns.

## College (2004 bis 2008)
Für sein Studium wechselte Weems 2004 in seinem heimatlichen US-Bundesstaat an die University of Arkansas – Fort Smith, für deren Hochschulteam Lions er in der National Junior Collegiate Athletic Association aktiv war und mit dem er 2006 die landesweite Meisterschaft dieser Liga gewann. Anschließend wechselte er an die weiterführende University of Arkansas in Fayetteville, für deren Hochschulteam Razorbacks er in der Southeastern Conference der NCAA Division I aktiv war. Mit den Razorbacks gelang zweimal die Qualifikation für die landesweite Endrunde, in der man jedoch früh in der ersten beziehungsweise zweiten Runde ausschied.

## NBA (2008 bis 2011)
Im NBA-Draft 2008 ausgewählt von den Chicago Bulls, wurde Weems zwei Tage später bereits unter anderem im Tausch gegen Ömer Aşık an die Denver Nuggets weitergereicht. Diese setzten ihn nach Leistenproblemen zu Beginn in seiner ersten NBA-Spielzeit nur sporadisch ein, so dass er insgesamt nur zwölf Spiele absolvierte. Stattdessen wurde er immer wieder für das Farmteam Colorado 14ers in die D-League abgestellt. Im Team mit den späteren Basketball-Bundesliga-Profis Eddie Gill und Joe Dabbert erreichte Weems mit den 14ers die Finalspiele der Liga, wo man sich in der „Best-of-Three“-Serie glatt in zwei Spielen gegen den Utah Flash durchsetzte und die Meisterschaft 2009 gewann. Weems war in beiden Spielen Topscorer seiner Mannschaft. Nach der Meisterschaft wurde Weems über die Milwaukee Bucks zum kanadischen NBA-Verein Toronto Raptors getauscht. Bei den Raptors wurde der dank seiner guten Athletik für seine spektakuläre Spielweise bekannte Weems deutlich mehr eingesetzt als bei den Nuggets und gehörte zeitweilig zur „Starting Five“ der Mannschaft.

## Europa (2011 bis 2015)
Während des Lockouts der NBA 2011 schloss sich Weems dem litauischen Verein Žalgiris Kaunas an, den er auch nach Beendigung der Aussperrung im Dezember 2011 nicht wieder verließ. Gegen den ewigen Rivalen Lietuvos rytas Vilnius wurde sowohl die nationale Meisterschaft als auch der Titel in der Baltic Basketball League verteidigt. Im höchsten europäischen Vereinswettbewerb EuroLeague 2011/12 erreichte man die zweite Gruppenphase der 16 besten Mannschaften, in der man jedoch in sechs Spielen sieglos blieb. Für die Spielzeit 2012/13 wechselte Weems zum russischen Serienmeister ZSKA Moskau, der das Finalspiel der Euroleague überraschend verloren hatte.

## Rückkehr in die NBA (2015 bis 2016)
Am 17. Juli unterschrieb Weems einen Zweijahresvertrag bei den Phoenix Suns.

## Europa (Seit 2016)
2016 wechselte Weems zu Maccabi Tel Aviv. Nach einem verweigerten Dopingtest wurde er im Januar 2017 entlassen. Die FIBA sperrte ihn für vier Jahre.

## Erfolge und Auszeichnungen
- Litauischer Meister 2012
- 3× Russischer Meister 2013, 2014, 2015
- Litauischer Pokalsieger 2012
- Sieger Baltic League 2012
- MVP des Monats Oktober 2012 in der Euroleague
- Sieger VTB United League 2013, 2014
- Wahl in das All-Euroleague First Team 2014